# Шарбулак
Шарбула́к (каз. Шарбұлақ) — село у складі Казигуртського району Туркестанської області Казахстану. Адміністративний центр Шарбулацького сільського округу.
Населення — 3810 осіб (2021; 3630 у 2009, 2862 у 1999, 2307 у 1989).